# Культура Кореї

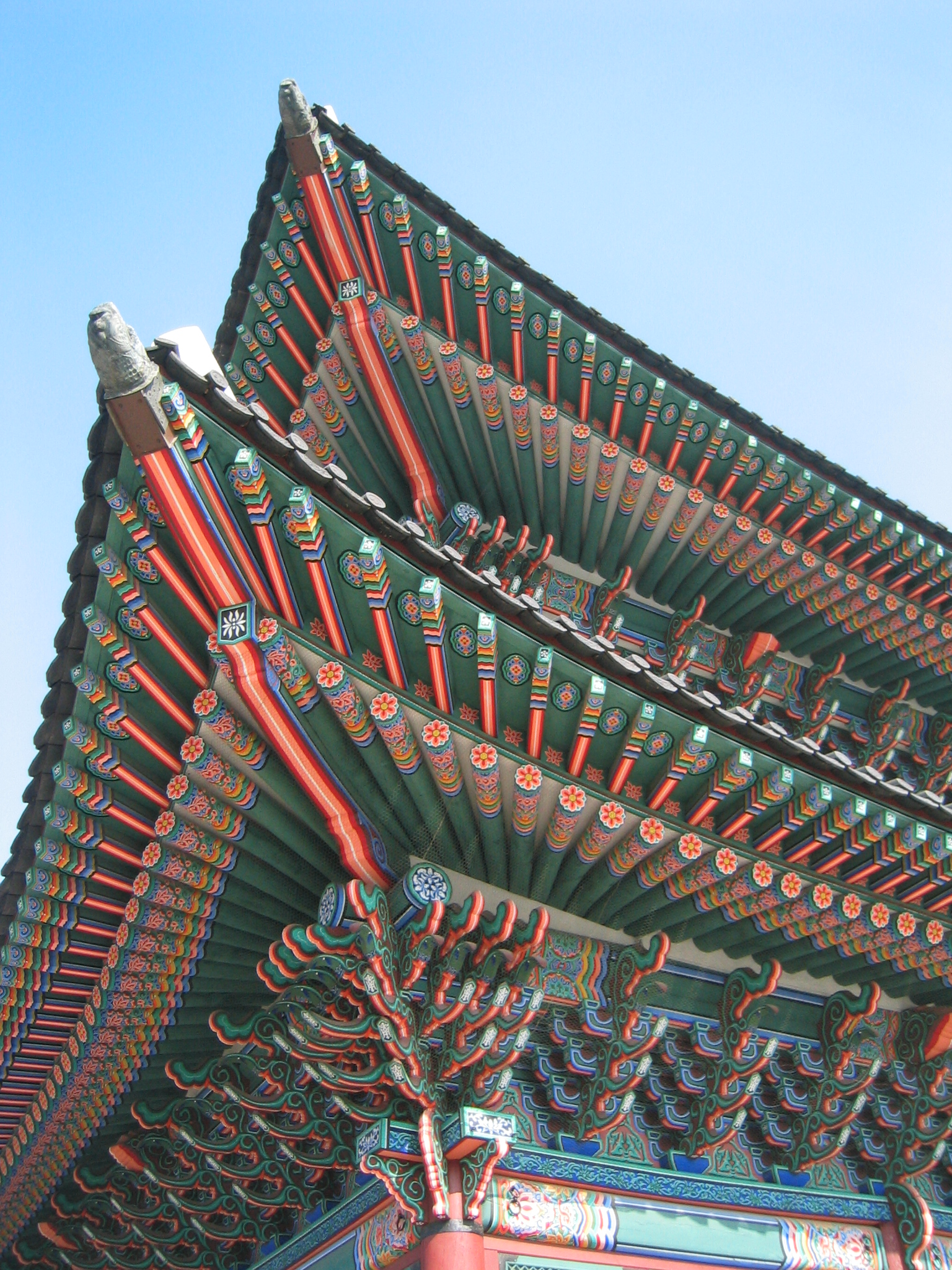
Танджон, декоративний розпис на палаці Кенбок

Наявний сучасний поділ Кореї на Північну і Південну призвело до поділу в культурі; попри це, традиційна культура Кореї об'єднує обидві держави своєю більш ніж 5000-річною історією, і вважається однією з найстаріших.

## Історія
Перші збережені предмети мистецтва, знайдені на Корейському півострові, датовані VII—III тисячоліттям до н. е., це ульсанскі петрогліфи. У III тисячолітті з'явилися перші керамічні посудини, в I тисячолітті до н. е. в Кореї з'явилися перші великі поселення, побудовані навколо житла головного жерця. На могилах високопоставлених корейців споруджували пам'ятники — дольмени.

## Традиційне мистецтво

### Музика
Музика в Кореї розвивалася під китайським впливом, однак незадовго до японської окупації народні музичні жанри зазнали сильного підйому, завдяки чому виникли такі жанри як пхансорі, сиджо, Санджой, кагок та інші. Традиційні інструменти, такі як тегим, каяґим і Чангу, використовуються при виконанні класичних творів.

### Танець

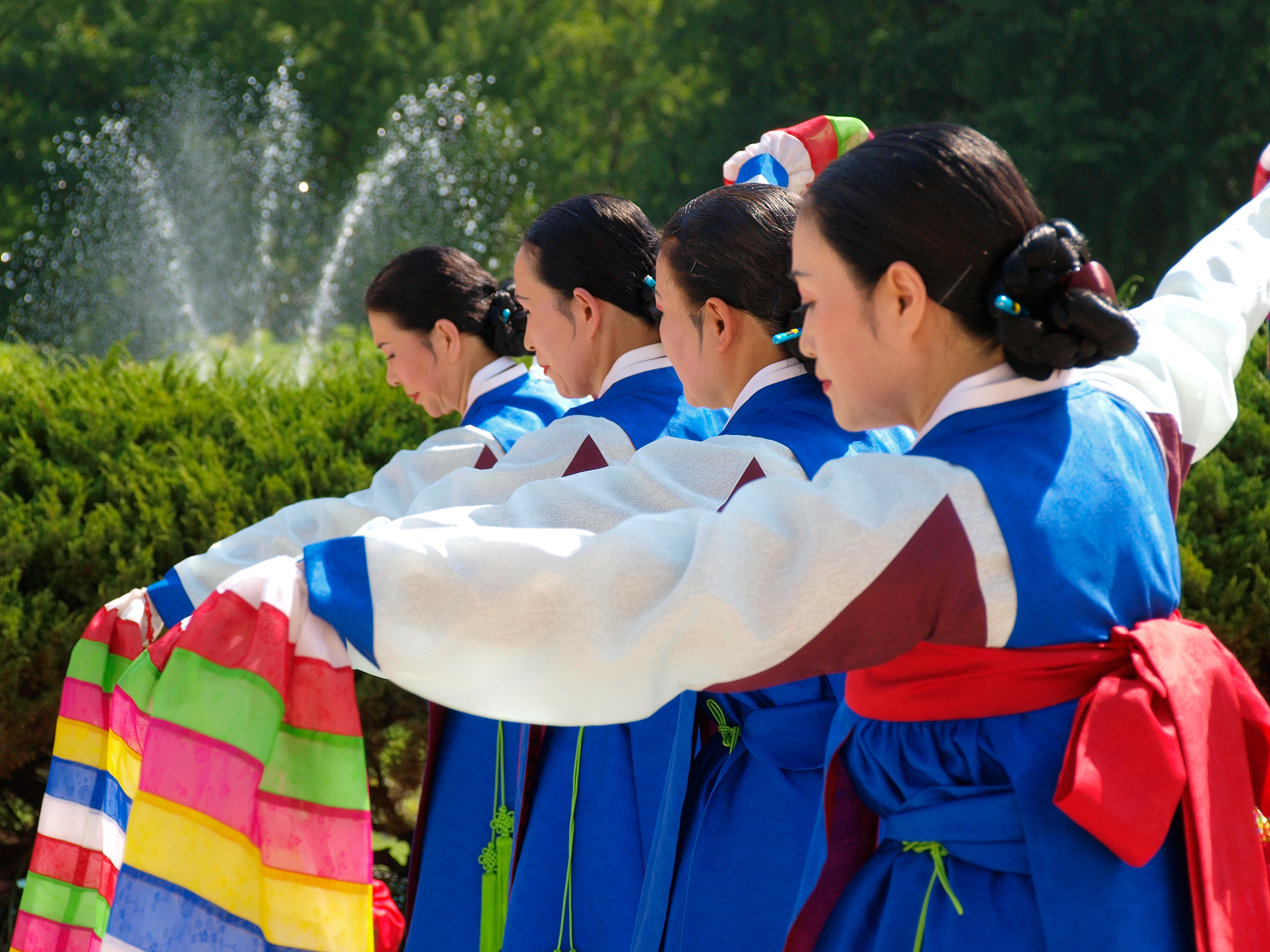
Чинджу гомму

Як і в музиці, існує поділ на придворні й народні танці. Поширеними придворними танцями є чонджему, виконувані на бенкетах, та ільм — під час проведення конфуціанських ритуалів. Чонджему діляться на споконвічні (хянгак чондже) і прийшли з Центральної Азії та Китаю (тангак чондже). Ільмі діляться на цивільні (Мунму) і військові (муму). Безліч костюмованих вистав або танців виконуються в різних районах Кореї.
Традиційна хореографія придворних танців знайшла відображення у різноманітній сучасній продукції.

### Живопис

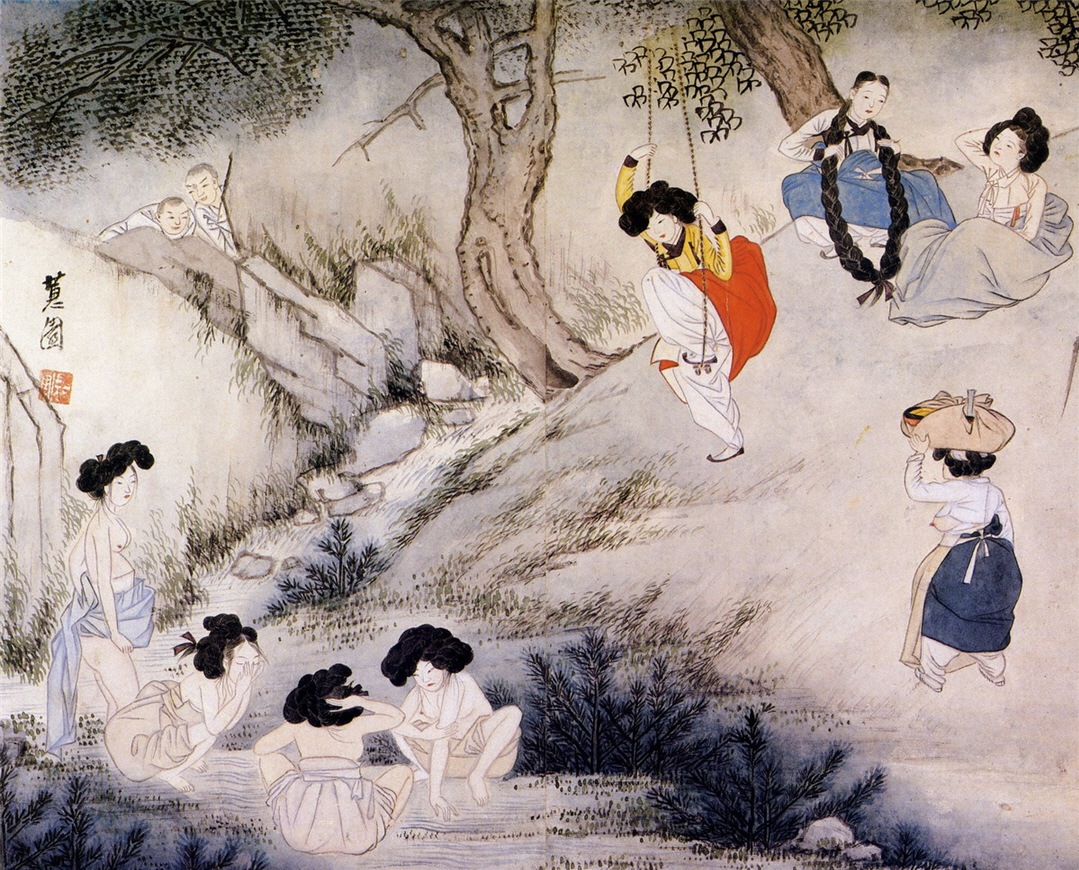
Сцена дня Тано

Найбільш ранні картини, знайдені на Корейському півострові — доісторичні петрогліфи. З проникненням буддизму з Індії через Китай, в країні з'явилися інші різноманітні техніки. Дуже швидко вони стали основними, хоча місцеві техніки збереглися і розвивалися далі.
Популярною тенденцією в живописі став натуралізм з такими мотивами як реалістичні пейзажі, квіти й птахи. Більшість картин виконано чорнилом на тутовому папері або шовку.
У XVIII столітті місцеві техніки сильно просунулися, в основному в області каліграфії та гравіювання печаток.

У Північній Кореї мистецтво знаходиться під впливом традицій і реалізму. Картина Чжон Сона «Пік Чхонне гори Кимган» — класичний приклад корейського пейзажу з піднесеними кручами, які приховані туманом.. 

### Ремесла

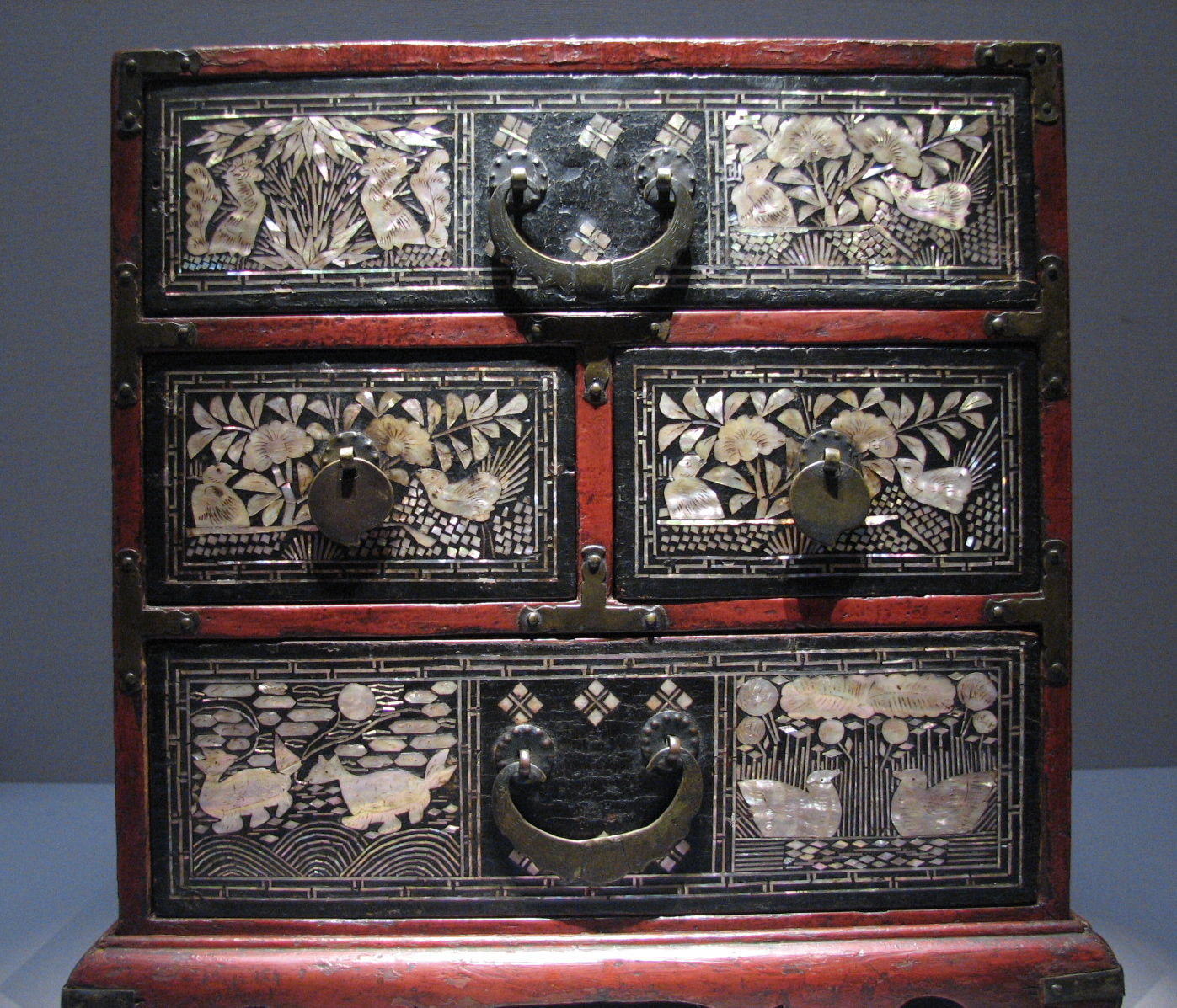
Лакований комод з перламутровою інкрустацією, Національний музей Кореї, Сеул

У Кореї виготовляється ряд унікальних виробів ручної роботи. Велика частина з них призначена для щоденного використання, тому практичність набагато важливіша естетичності цих робіт. Традиційно найпопулярнішими матеріалами є метал, дерево, тканина, лак і глина, але в окремих випадках останнім часом використовується папір, скло або шкіра.
Стародавні вироби ручної роботи, такі як червона і чорна кераміка, багато в чому схожі з гончарними виробами Китаю уздовж Хуанхе. Знайдені реліквії Бронзового століття, втім, вони сильно відрізняються.
Безліч виробів тонкої роботи були знайдені при розкопках, включаючи позолочені корони, глечики та горщики з різними орнаментами. У період Корі було поширене використання бронзи. Латунь, що є сплавом міді й однієї третини цинку, був також досить популярним матеріалом. Династія, втім, більш відома своїми виробами з Селадону.
У ході періоду Чосон популярні були вироби з порцеляни, прикрашені синіми малюнками. У той же час розвивалася робота по дереву, що призвело до появи майстерно зроблених меблів, таких як комоди, шафи й столи.

### Кераміка

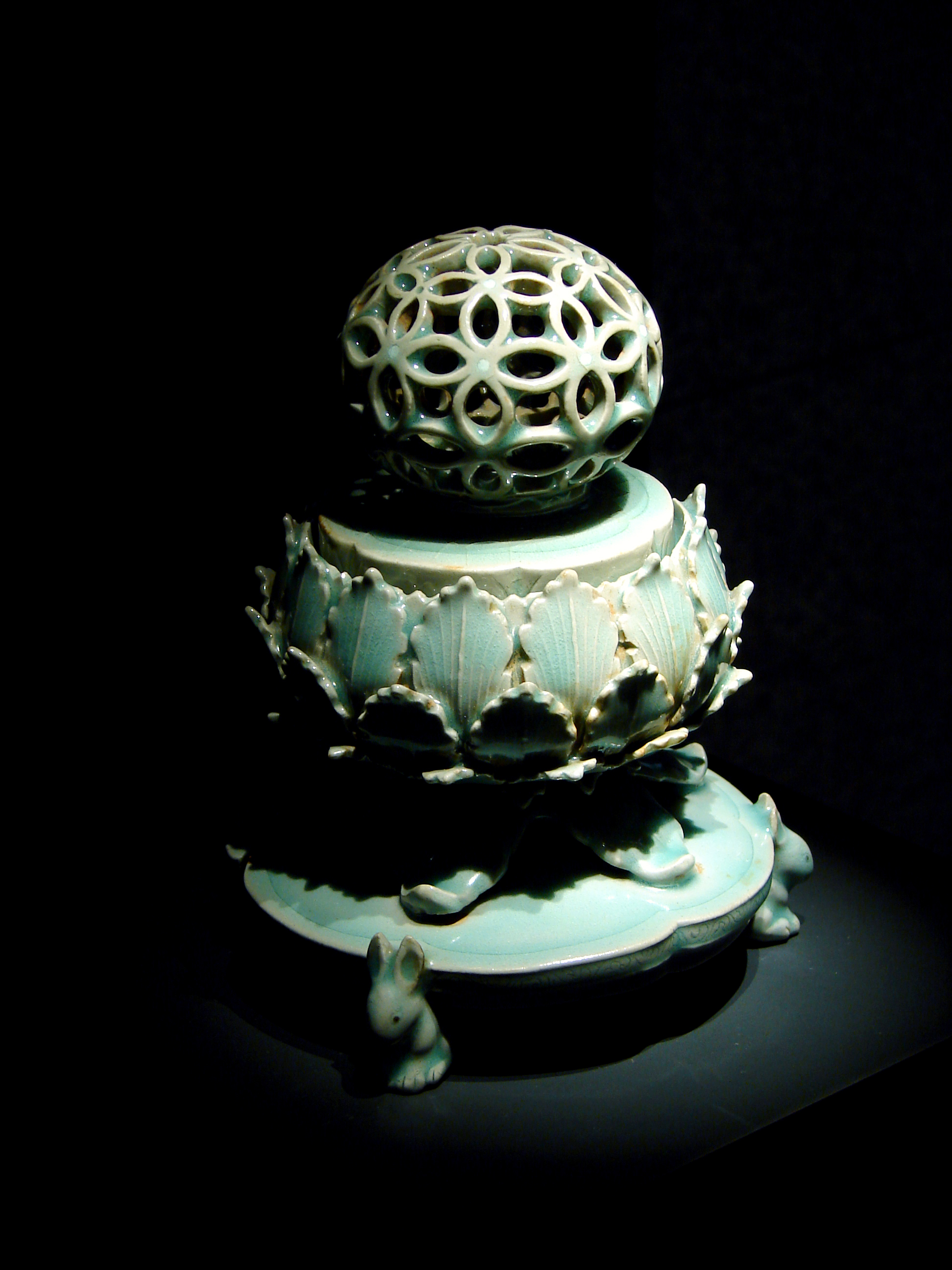
Селадонова курильниця династії Корі

Використання глиняних виробів на Корейському півострові сягає корінням в неоліт. Історія корейської кераміки тривала і містила створення ранніх ритуальних і декоративних виробів. У період трьох держав гончарство процвітало у Сіллі. Глиняні вироби оброблялися особливим вогнем, що призвело до утворення специфічного сіро-блакитного селадонового кольору. Поверхня прикрашалася різноманітними геометричними візерунками.
У період Корі стали популярними нефритово-зелені вироби з селадону. У XII столітті були розроблені нові методи інкрустації, дозволивши створювати більш витончені прикраси в різних кольорах. Евелін Маккуне пише: «У XII столітті виробництво кераміки досягло своєї досконалості. Кілька нових видів з'явилося за чверть століття, один з яких, інкрустація, може вважатися повністю корейським відкриттям». Ні в Китаї, ні в Японії не виготовляли інкрустований селадон, унікальний для виробів Корі.
У XV столітті стала популярна біла порцеляна. Незабаром вона стала популярніший за селадон. Біла порцеляна часто прикрашалася або розфарбовувалася міддю.
У ході Імджинської війни в XVI столітті, безліч гончарних виробів було викрадено Японією, де зробили сильний вплив на японську кераміку. Безліч відомих японських гончарних родів і нині можуть відстежити своє коріння до цих захоплень Японією в ході завоювання Корейського півострова.

У пізній період Чосон (кінець XIX століття) стала популярна синьо-біла порцеляна. 

## Звичаї

### Архітектура

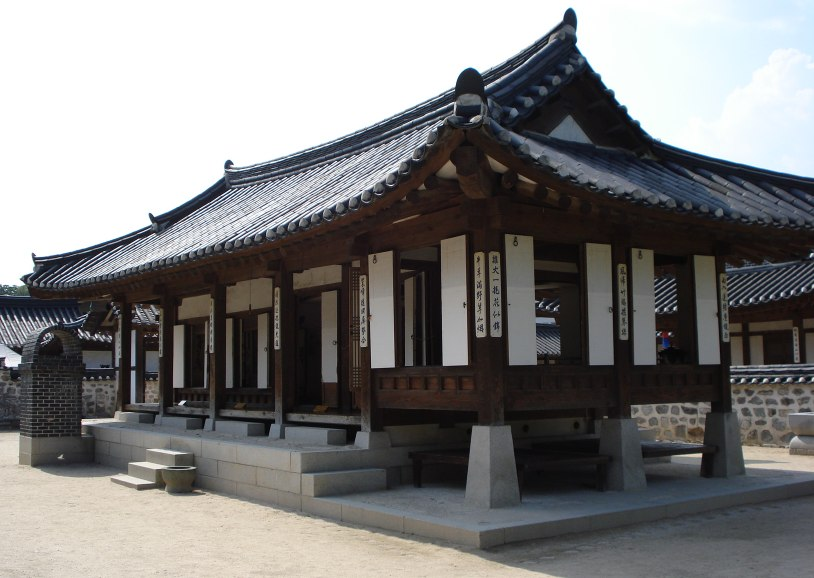
Традиційний будинок, ханок

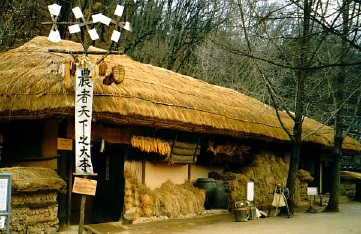
Традиційний селянський будинок

Житла традиційно вибираються за допомогою геомантії. Попри те, що геомантія була життєво важливою частиною культури Кореї й шаманізму з доісторичних часів, геомантія пізніше заново потрапила в Корею з Китаю у період трьох держав.
Будинок повинен бути побудований навпроти пагорба і звернений обличчям на південь, щоб отримувати якомога більше сонячного світла. Подібне розташування будинків популярне і в сучасній Кореї. Геомантія так само вплинула на форму будівель, їх розташуванні й вибір матеріалу.
Традиційні корейські будинки організовуються у внутрішнє крило (анчхе) і зовнішнє крило (саранчхе). Конкретне планування залежить від регіону і достатку родини. Тоді як аристократи використовують зовнішнє крило для прийомів, бідніші люди тримають в ньому худобу. Чим більший достаток сім'ї, тим більший будинок. У той же час, для будь-якої сім'ї заборонено мати будинок понад 99 кан, за винятком короля. Кан — відстань між двома опорами, що використовується в традиційних будинках.
Внутрішнє крило зазвичай складається із загальної кімнати, кухні й холу з дерев'яною підлогою. У них може бути приєднано більше кімнат. У бідних селянських сім'ях може не бути зовнішнього крила. Підлоги, що обігріваються (ондоль) використовуються в Кореї з доісторичних часів. Основні матеріали, які використовують при будівництві, це деревина, глина, кахель, камінь і солома. Через використання деревини й глини в минулому, деякі старі будівлі збереглися до нинішніх часів. Нині люди зазвичай живуть у квартирах і більш модернізованих оселях.
Найстаріший і найбільш примітний з пам'ятників корейської архітектури — палац Кенбоккун в Сеулі («палац сонячного світла і щастя»), побудований 1394 році. Палацовий комплекс розділений на кілька частин-павільйонів. Навколо тронного залу Кинджончжон розташовувалися особисті покої короля Тхеджо (роки правління — 1392—1398), засновника династії Чосон. Один з павільйонів, Кёнхверу, розташований в центрі лотосового ставка.

### Сади

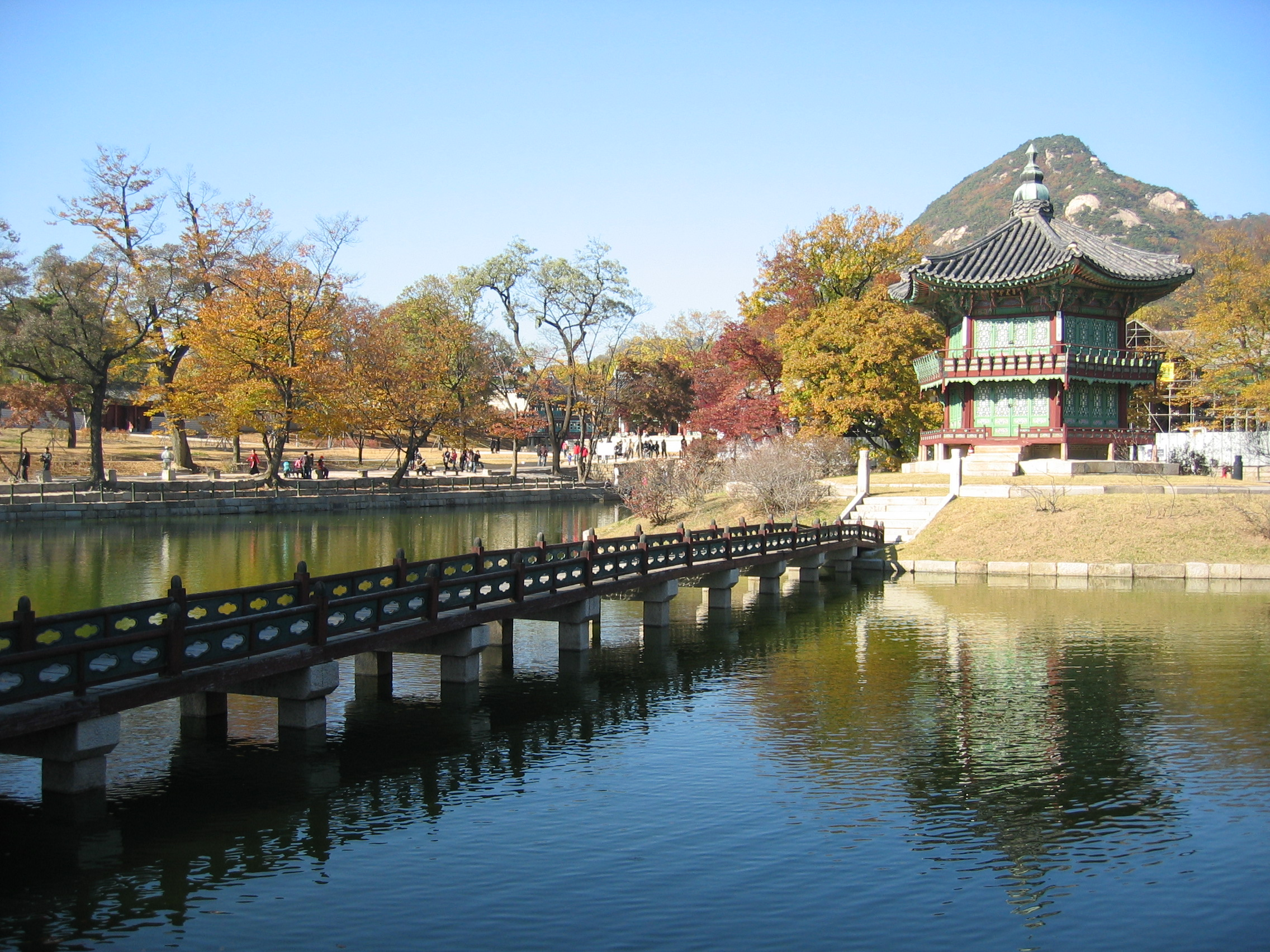
Хянвонджоню, сад в Кенбоккун, Сеул

Принципи побудови як храмових, так і приватних садів, однакові. В основному на стиль садів вплинув шаманізм. Шаманізм пов'язаний з природою і містикою і виділяється посиленою увагою до деталей пейзажу. На відміну від садів Китаю і Японії, в яких є в наявності елементи, зроблені людьми, в корейських уникається все штучне, сади намагаються виглядати навіть більш «природними», ніж сама природа.
Лотосовий ставок — важлива деталь в корейському саду. Якщо в саду є справжній струмок, то поруч зазвичай будується павільйон, що дозволяє із задоволенням спостерігати за водою. Також часто зустрічаються багаторівневі клумби.
Пхосокчон поруч з Кенджу був організований в період Сілла. У ньому підкреслюється важливість води в традиційних садах. В кінці існування держави Сілла, гості короля сиділи вздовж русла і спілкувалися, поки чаші з вином плавали між ними. 

### Наряд

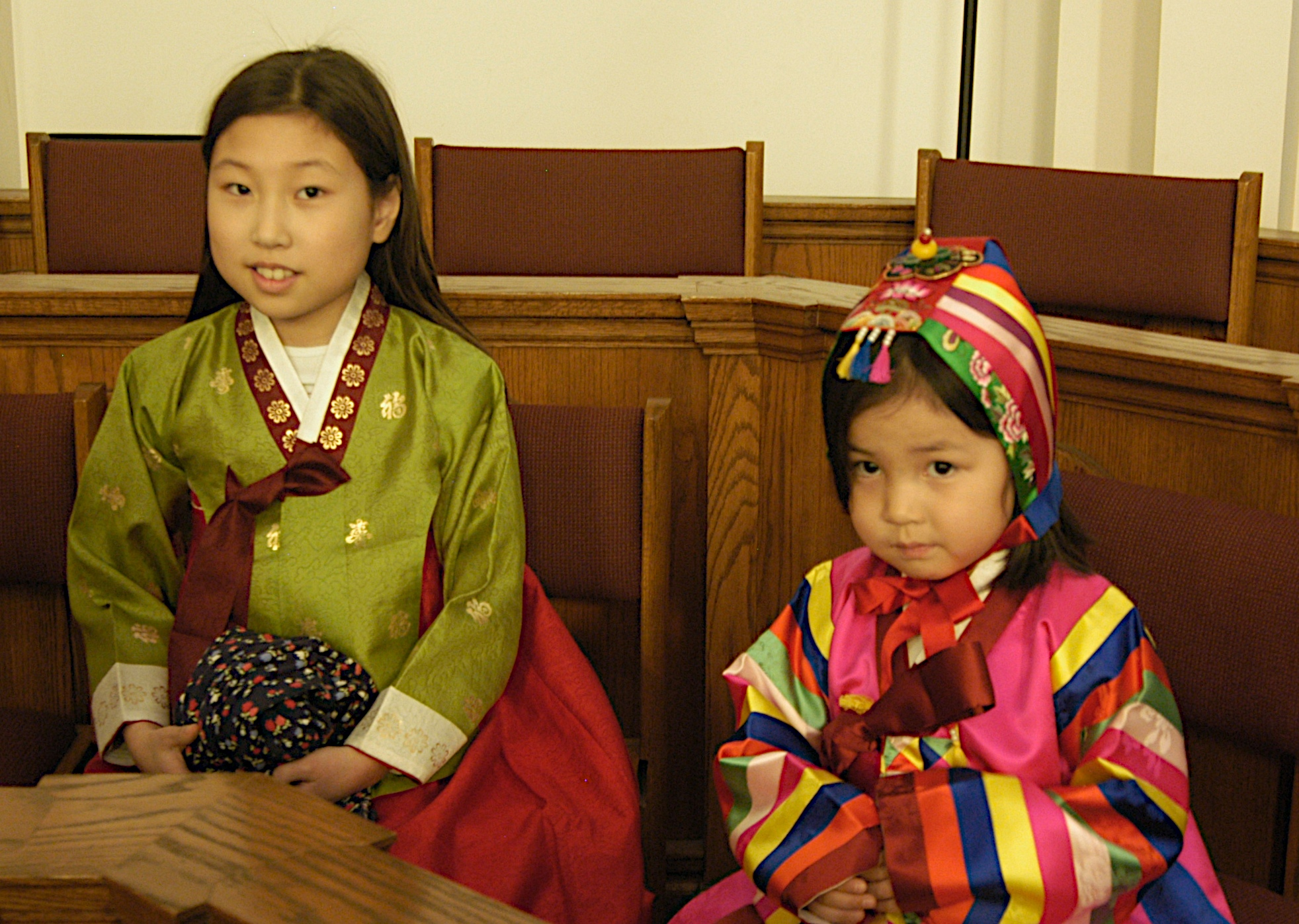
Ханбок

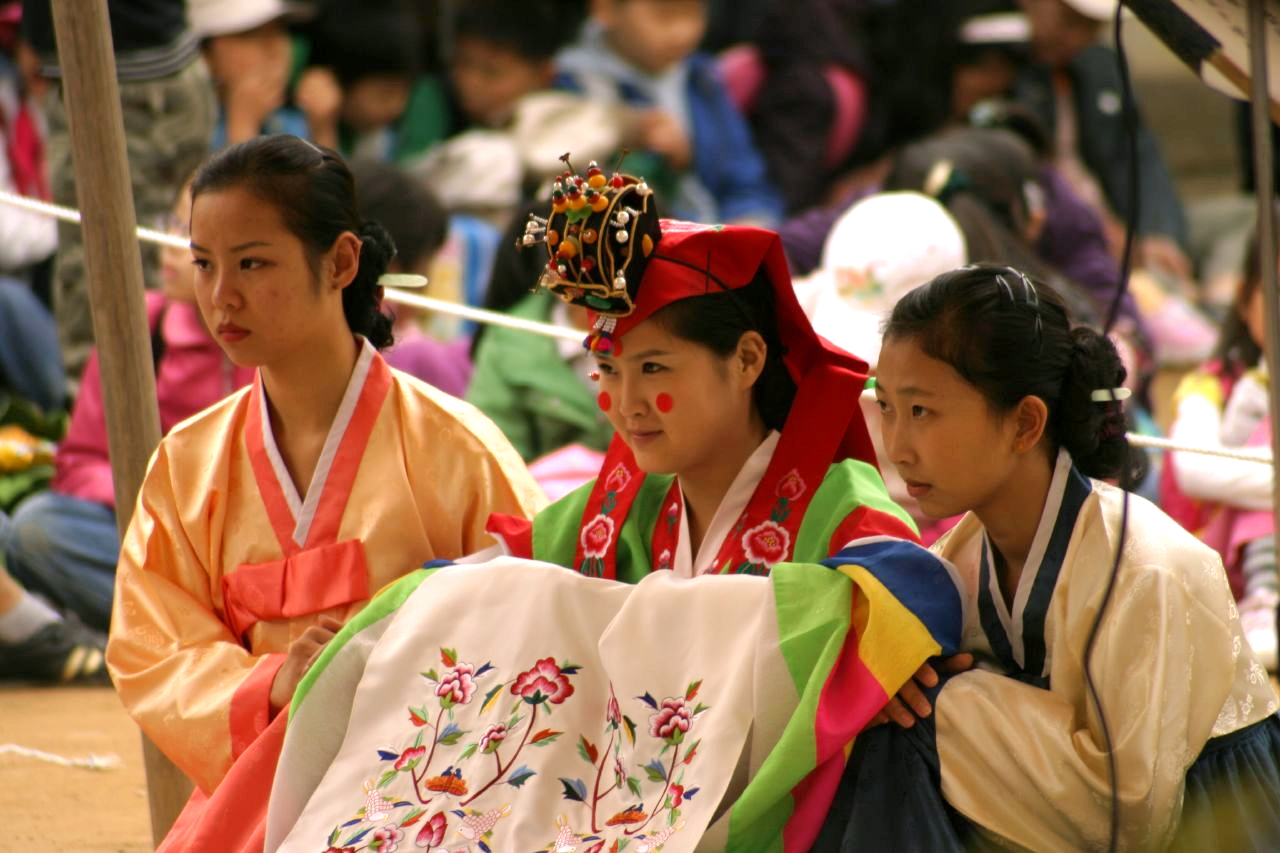
Хварот, наряд нареченої

Традиційний корейський костюм, відомий як ханбок (한복, 韓服) (або чосонот в КНДР), що носиться з давніх часів. Ханбок складається з блузки (Чогорі) і спідниці (чхіма). Традиційний капелюх називається кванмо.
Відповідно до соціального статусу корейці одягаються по-різному, що робить одяг важливою відмінною ознакою соціального стану. Дивовижні, але часом громіздкі, костюми носяться панівним класом і королівською сім'єю. Так само вищі класи використовують ювелірні прикраси для виділення від звичайних людей. Традиційною прикрасою для жінок є підвіска у формі будь-якого елементу природи, зроблена з дорогоцінних каменів, до яких приєднана стрічка шовку.
У зимовий час люди носили бавовняні наряди. Хутро також було поширене.
Ханбок буває різним залежно від мети носіння: щоденне, церемоніальне й особлива сукня. Церемоніальні наряди носяться у формальних випадках, включаючи перший день народження дитини (тольджанчхі), весілля і похорон. Особливі сукні призначені для офіційних випадків або шаманських ритуалів.
Нині ханбок все ще надягають у формальних випадках, хоча щодня вже не використовують. Втім, старше покоління часом носить ханбок, так само як і представники аристократичних сімей, що залишилися з часів династії Чосон.

### Кухня

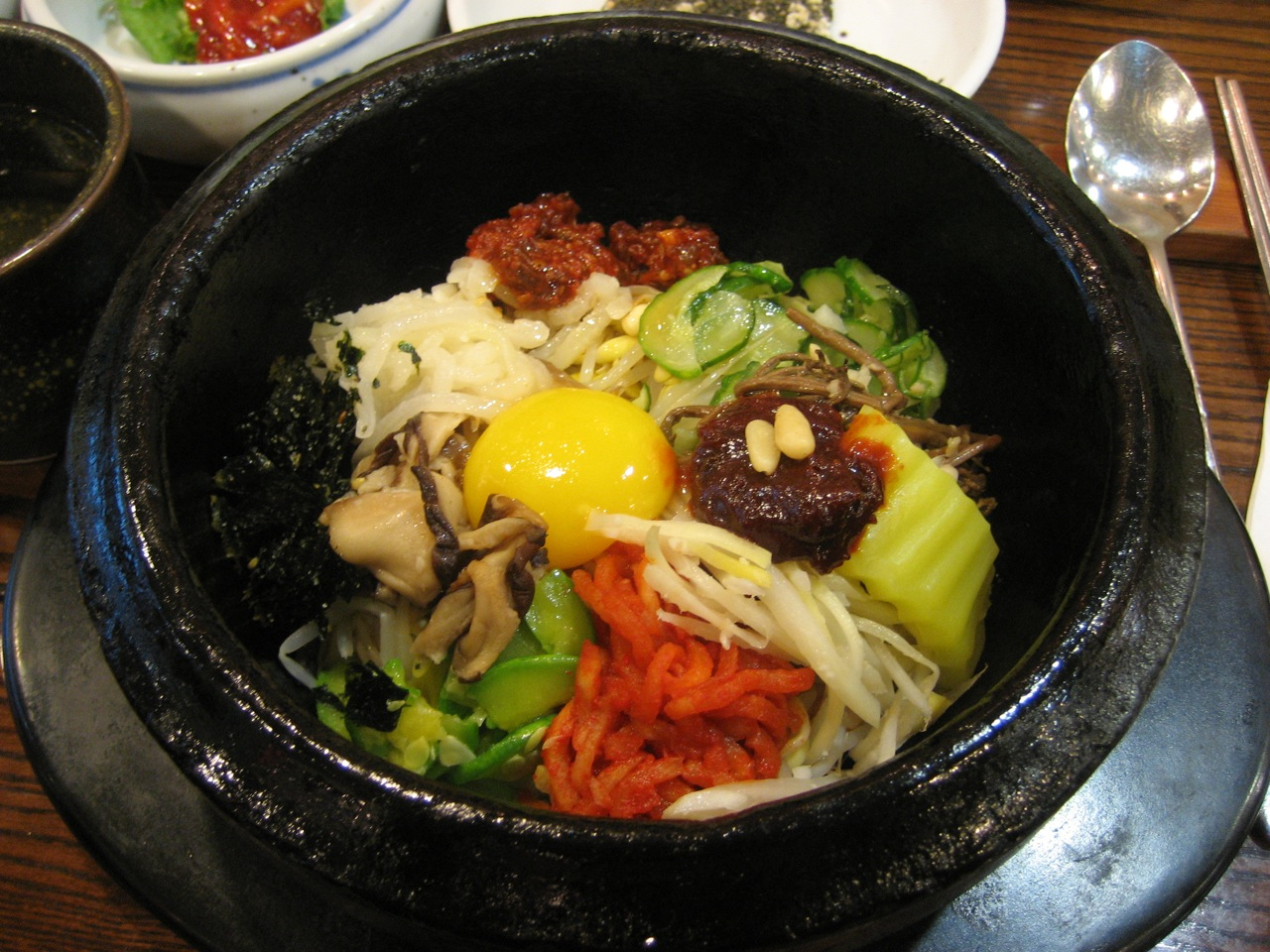
Пібімпап

Рис — основна їжа в Кореї. Через те, що країна по суті до сьогодні аграрна, рецепти удосконалювалися досвідом століть. Основними культурами в Кореї є рис, ячмінь і боби, хоча використовується і безліч інших. Риба та інші морепродукти також є важливою частиною, так як Корея розташована на півострові.
Рецепти, які використовують бродіння, були відкриті у ранні роки. У тому числі квашена риба і овочі. Подібна їжа забезпечувала необхідні білки і вітаміни взимку.
Відмінною особливістю храмової кухні є те, що в ній не використовується п'ять найсильніших інгредієнтів корейської кухні: часник, зелену цибулю, дикий лук-рокамболь, цибуля-порей та імбир) — і м'ясо.
Традиційними стравами є ссамбап, пулькогі, сінсолло, кімчхи, пібімпап і куджольпхан.